# Anomoia mirabilis
Anomoia mirabilis es una especie de insecto del género Anomoia de la familia Tephritidae del orden Diptera.

## Historia
Seguy la describió científicamente por primera vez en el año 1934.